# Benifairó de les Valls
Benifairó de les Valls – gmina w Hiszpanii, w prowincji Walencja, we wspólnocie autonomicznej Walencja, o powierzchni 4,35 km². W 2011 roku liczyła 2236 mieszkańców.